# Primera División (Chile) 1966
Die Primera División 1966, auch unter dem Namen 1966 Campeonato Nacional de Fútbol Profesional bekannt, war die 34. Saison der Primera División, der höchsten Spielklasse im Fußball in Chile.
Die Meisterschaft gewann das Team von Universidad Católica, das sich damit für die Copa Libertadores 1967 qualifizierte. Es war der vierte Meisterschaftstitel für den Klub. Zudem qualifizierte sich auch der Vizemeister CSD Colo-Colo für die Copa Libertadores. Tabellenletzter und somit Absteiger in die zweite Liga ist der gerade wieder aufgestiegene Ferrobadminton.

## Modus
Die 18 Teams spielen jeder gegen jeden mit Hin- und Rückspiel. Sieger ist die Mannschaft mit den meisten Punkten. Bei Punktgleichheit entscheidet ein Entscheidungsspiel um die bessere Position, wenn es um die Meisterschaft, die Qualifikation zur Copa Libertadores oder um den Klassenerhalt geht. In den anderen Fällen entscheidet das Torverhältnis. Der Tabellenletzte steigt in die zweite Liga ab.

## Teilnehmer
Für Absteiger Coquimbo Unido spielt Zweitligameister Ferrobadminton nun in der Primera División. Folgende Vereine nahmen daher an der Meisterschaft 1966 teil:
| Mannschaft           | Stadt             |
| -------------------- | ----------------- |
| Audax Italiano       | Santiago de Chile |
| Colo-Colo            | Santiago de Chile |
| Deportes La Serena   | La Serena         |
| Everton              | Viña del Mar      |
| Ferrobadminton       | Santiago de Chile |
| Green Cross Temuco   | Temuco            |
| CD Magallanes        | Santiago de Chile |
| CD O’Higgins         | Rancagua          |
| Palestino            | Santiago de Chile |
| Rangers de Talca     | Talca             |
| San Luis de Quillota | Quillota          |
| Santiago Morning     | Santiago de Chile |
| Santiago Wanderers   | Valparaíso        |
| Unión Española       | Santiago de Chile |
| Unión La Calera      | La Calera         |
| Unión San Felipe     | San Felipe        |
| Universidad Católica | Santiago de Chile |
| Universidad de Chile | Santiago de Chile |

## Tabelle
| Pl.                       | Verein                   | Sp. | S  | U  | N  | Tore    | Diff. | Punkte |
| ------------------------- | ------------------------ | --- | -- | -- | -- | ------- | ----- | ------ |
| 1.                        | Universidad Católica     | 34  | 20 | 8  | 6  | 070:340 | +36   | 48     |
| 2.                        | CSD Colo-Colo            | 34  | 17 | 10 | 7  | 063:420 | +21   | 44     |
| 3.                        | Santiago Wanderers       | 34  | 16 | 11 | 7  | 046:330 | +13   | 43     |
| 4.                        | Universidad de Chile (M) | 31  | 18 | 6  | 7  | 079:490 | +30   | 42     |
| 5.                        | CD Palestino             | 34  | 14 | 10 | 10 | 052:490 | +3    | 38     |
| 6.                        | CD Magallanes            | 34  | 14 | 10 | 10 | 046:480 | −2    | 38     |
| 7.                        | Deportes La Serena       | 34  | 12 | 12 | 10 | 046:420 | +4    | 36     |
| 8.                        | Green Cross Temuco       | 34  | 12 | 11 | 11 | 064:520 | +12   | 35     |
| 9.                        | CD O’Higgins             | 34  | 12 | 11 | 11 | 043:480 | −5    | 35     |
| 10.                       | Unión La Calera          | 34  | 12 | 7  | 15 | 045:600 | −15   | 31     |
| 11.                       | Rangers de Talca         | 34  | 10 | 10 | 14 | 065:650 | ±0    | 30     |
| 12.                       | Audax Italiano           | 34  | 9  | 12 | 13 | 052:560 | −4    | 30     |
| 13.                       | Everton                  | 34  | 12 | 6  | 16 | 047:570 | −10   | 30     |
| 14.                       | Unión San Felipe         | 34  | 13 | 3  | 18 | 059:860 | −27   | 29     |
| 15.                       | Unión Española           | 34  | 9  | 10 | 15 | 037:460 | −9    | 28     |
| 16.                       | San Luis de Quillota     | 34  | 5  | 13 | 16 | 046:670 | −21   | 23     |
| 17.                       | Santiago Morning         | 34  | 8  | 8  | 18 | 041:690 | −28   | 24     |
| 18.                       | Ferrobadminton (N)       | 34  | 8  | 7  | 19 | 045:780 | −33   | 23     |
| Quelle: , Stand: Endstand |                          |     |    |    |    |         |       |        |

| (M) | Vorjahresmeister |
| (N) | Aufsteiger       |

## Beste Torschützen
| Rang | Spieler           | Klub                 | Tore |
| ---- | ----------------- | -------------------- | ---- |
| 1    | Felipe Bracamonte | Unión San Felipe     | 21   |
|      | Carlos Campos     | Universidad de Chile | 21   |